# Ternant-les-Eaux
Ternant-les-Eaux ist eine französische Gemeinde mit 49 Einwohnern (Stand 1. Januar 2022) im Département Puy-de-Dôme in der Region Auvergne-Rhône-Alpes (vor 2016 Auvergne). Sie gehört zum Arrondissement Issoire und zum Kanton Brassac-les-Mines (bis 2015 Ardes).

## Geografie
Ternant-les-Eaux liegt etwa sechzehn Kilometer südwestlich von Issoire am Ostabhang des Zentralmassivs. Ternant-les-Eaux wird umgeben von den Nachbargemeinden Vodable im Norden, Mareugheol im Osten, Saint-Hérent im Süden und Südosten sowie Dauzat-sur-Vodable im Westen.

## Bevölkerungsentwicklung
| Jahr                       | 1962 | 1968 | 1975 | 1982 | 1990 | 1999 | 2006 | 2013 |
| Einwohner                  | 71   | 75   | 63   | 33   | 39   | 40   | 44   | 43   |
| Quellen: Cassini und INSEE |      |      |      |      |      |      |      |      |

## Sehenswürdigkeiten
- Kirche Sainte-Marguerite, seit 1983 Monument historique

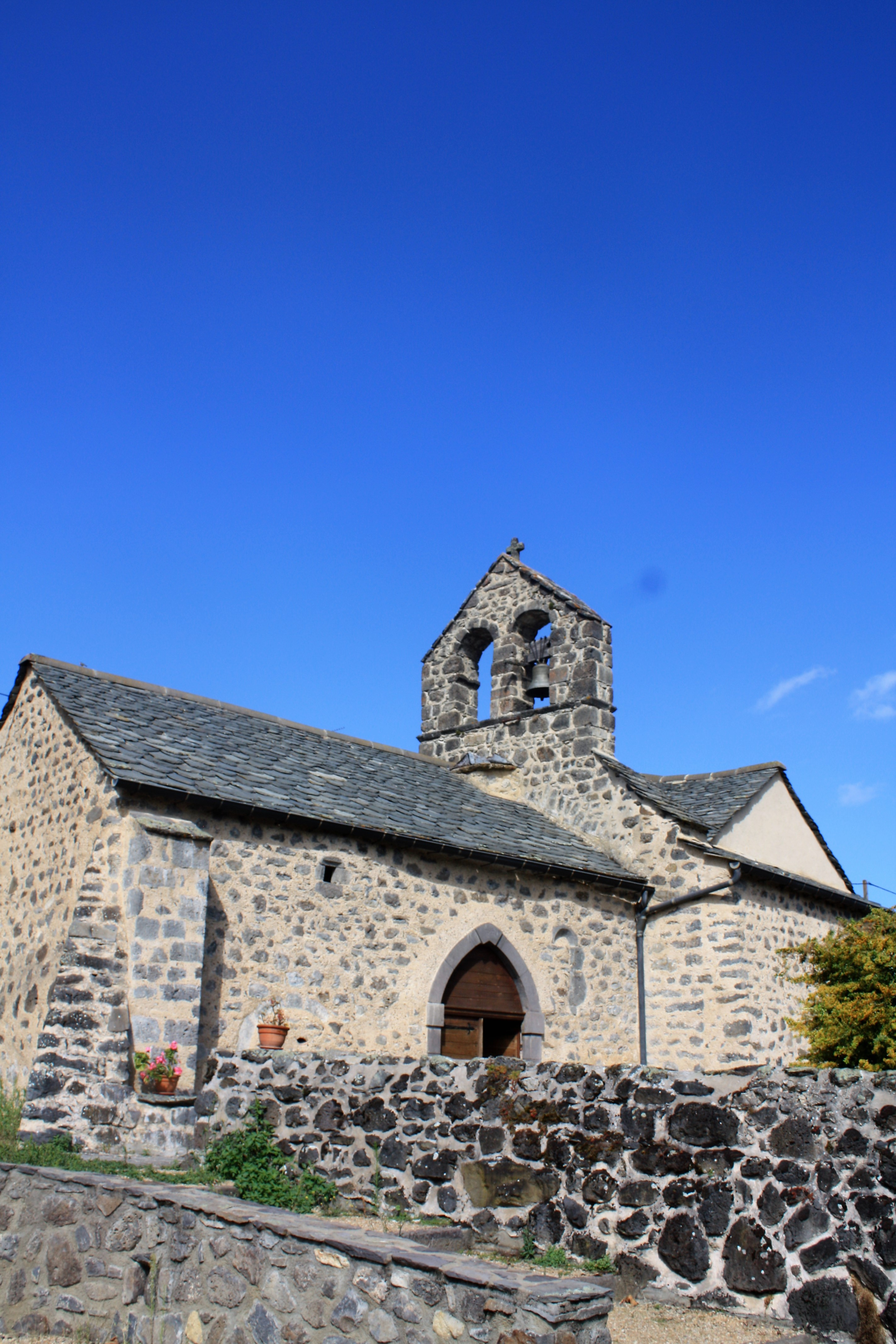
Kirche Sainte-Marguerite